# Johannes Agricola in Meditation
Johannes Agricola médite
Johannes Agricola in Meditation (1836) est un des premiers monologues dramatiques de Robert Browning. Il fut tout d'abord publié dans le Monthly Repository ; puis, plus tard, il fut repris dans le recueil de poèmes de Browning, Dramatic Lyrics (1842), regroupé avec Porphyria's Lover sous le titre Madhouse Cells (« Cellules d'asile de fou »).
Fondé sur le personnage historique de Johannes Agricola, les méditations mises en scène dans le poème constituent avant tout une critique de l'antinomisme (c'est-à-dire de la doctrine des « adversaires de la Loi »). Le narrateur croit en une forme extrême de prédestination, soutenant que, puisqu'il est l'un des élus, il peut commettre n'importe quel péché sans mettre en péril sa vie éternelle au Paradis.

## Texte du poème
| There's heaven above, and night by night I look right through its gorgeous roof; No suns and moons though e'er so bright Avail to stop me; splendour-proof I keep the broods of stars aloof: For I intend to get to God, For 't is to God I speed so fast, For in God's breast, my own abode, Those shoals of dazzling glory, passed, I lay my spirit down at last. I lie where I have always lain, God smiles as he has always smiled; Ere suns and moons could wax and wane, Ere stars were thundergirt, or piled The heavens, God thought on me his child; Ordained a life for me, arrayed Its circumstances every one To the minutest; ay, God said This head this hand should rest upon Thus, ere he fashioned star or sun. And having thus created me, Thus rooted me, he bade me grow, Guiltless for ever, like a tree That buds and blooms, nor seeks to know The law by which it prospers so: But sure that thought and word and deed All go to swell his love for me, Me, made because that love had need Of something irreversibly Pledged soley its content to be. Yes, yes, a tree which much ascend, No poison-gourd foredoomed to stoop! I have God's warrant, could I blend All hideous sins, as in a cup, To drink the mingled venoms up; Secure my nature will convert The draught to blossoming gladness fast: While sweet dews turn to the gourd's hurt, And bloat, and while they bloat it, blast, As from the first its lot was cast. For as I lie, smiled on, full-fed By unexhausted power to bless, I gaze below on hell's fierce bed, And those its waves of flame oppress, Swarming in ghastly wretchedness; Whose life on earth aspired to be One altar-smoke, so pure! -- to win If not love like God's love for me, At least to keep his anger in; And all their striving turned to sin. Priest, doctor, hermit, monk grown white With prayer, the broken-hearted nun, The martyr, the wan acolyte, The incense-swinging child, -- undone Before God fashioned star or sun! God, whom I praise; how could I praise, If such as I might understand, Make out and reckon on his ways, And bargain for his love, and stand, Paying a price at his right hand?' | Tout en haut est le ciel, et nuit après nuit Mon regard transperce son merveilleux plafond ; Ni soleil ni lune aussi brillants soient-ils Ne peuvent m'arrêter ; impénétrable à leur splendeur Je reste à l'écart de ces volées d'étoiles ; Car j'ai l'intention d'aller à Dieu, Car c'est vers Dieu que je me hâte ainsi, Car dans la poitrine de Dieu, ma demeure, L'éclat de ces pièges de gloire, terni, Je pose enfin mon esprit. Je suis étendu là où je l'ai toujours été, Dieu sourit comme il a toujours souri ; Avant que soleils et lunes n'aient pu croître et décroître, Avant que les étoiles n'aient été ceintes de foudre, ou entassées dans les cieux, Dieux pensait à moi son enfant ; Il a décidé d'une vie pour moi, en a arrangé Tous les événements un a un Jusqu'au plus petit ; ah, Dieu a dit Que sur cette tête repose cette main De la sorte, avant qu'il n'ait façonné étoile ou soleil. Et m'ayant ainsi créé, M'ayant ainsi enraciné, il m'ordonna de grandir, Débarrassé à jamais de toute culpabilité, comme un arbre Qui bourgeonne et fleurit, sans chercher À connaître la loi par laquelle il prospère tant : |